# Petrivka (Krasnogvardiske)
|  | Per a altres significats, vegeu «Petrivka». |

Petrivka (en (ucraïnès): Петрівка, en rus: Петровка, Petrovka) és un poble de la República Autònoma de Crimea a Ucraïna, que el 2021 tenia 6.389 habitants. Pertany al districte de Krasnogvardiske.